# ウラジーミル・ヴォエヴォドスキー
ウラジミール・アレクサンドロヴィチ・ヴォエヴォドスキー（露: Владимир Александрович Воеводский, 英: Vladimir Aleksandrovich Vojevodskij, 1966年6月4日 - 2017年9月30日）はロシア出身の数学者。
モスクワ生まれ。1989年にモスクワ大学を卒業後、1992年にハーバード大学で博士号を取得。その後、プリンストン高等研究所、ハーバード大学、マックス・プランク数学研究所で研究、ノースウェスタン大学助教授を経てプリンストン高等研究所教授。

## 業績
代数幾何における新しいコホモロジー理論を展開し，特に 代数的K-理論におけるミルナーの予想を解決したことにより、2002年にフィールズ賞受賞。
GrothendieckのMotifに関する業績を多くあげている。
- Motivic Homotopy論の展開。
- Mixed Motif複体からなる三角圏の理論を与えた。
- Mixed Tate Motifに関する予想の解決。
- Motivic Cohomology と Etale Cohomologyの研究によるBloch-Kato予想の部分的解決。
- ミルナー予想（Milnor K群からGalois Cohomologyへのシンボル写像が同相）の解決。

ヴォエヴォツキー、ボエボドスキー、ボエボツキー等と表記されることもある。